# Lawrence Schoonover
Lawrence Lovell Schoonover (geboren am 6. März 1906 in Anamosa, Iowa; gestorben am 8. Januar 1980 in Mineola, New York) war ein amerikanischer Schriftsteller, bekannt vor allem durch seine historischen Romane.

## Leben
Schoonover war der Sohn von Lawrence Schoonover und Grace, geborene Lovell. Er erwarb ein Diplom der Shattuck School und studierte von 1923 bis 1926 an der University of Wisconsin. Zunächst arbeitete er bis 1928 als Reporter für Collier’s und danach in der Werbung, und zwar bis 1931 bei Barton, Durstine & Osborn, dann bis 1941 als Manager bei Underwood & Underwood, von 1943 bis 1945 als leitender Redakteur bei Gotham Advertising und 1947 bei Batten, Barton, Durstine & Osborn. Ab 1947 war er freier Schriftsteller.
1948 war Schoonovers erster Roman The Burnished Blade erschienen, eine historische Erzählung aus der Zeit der Jeanne d’Arc. Zu seinem Werk gehört eine Reihe biografischer Romane über historische Persönlichkeiten, wie etwa The Spider King über das Leben des französischen Königs Louis XI oder The Chancellor über den Kanzler und Begründer der französischen Lotterie Antoine Duprat. 1962 veröffentlichte Schoonover den Science-Fiction-Roman Central Passage (deutsch Der rote Regen), in dem bei einem Atomkrieg die Landbrücke zwischen Nord- und Südamerika zerstört wird, was eine globale Klimaveränderung und eine drohende neue Eiszeit zur Folge hat. Die ionisierende Strahlung erzeugt eine mutierte Supermenschenrasse, die das Erbe der Menschheit antreten werden. Reclams Science-fiction-Führer urteilte: „Ein Roman, der längst bekannte Klischees wiederholt, in dem die Handlungsstruktur nicht immer der Logik folgt und der seine Entstehung wohl hauptsächlich der Hoffnung verdankt, auf der damals erfolgreichen Welle von Katastrophenromanen mitzureiten.“
1938 hatte er Gertrude Bonn geheiratet und mit ihr vier Kinder. 1980 ist Schoonover im Alter von 73 Jahren gestorben.

## Bibliografie
- The Burnished Blade (1948)
- The Gentle Infidel (1950)
- The Golden Exile (1951)
- The Quick Brown Fox (1952)
- The Spider King (1954)
- The Queen’s Cross (1955)
- The Revolutionary (1958)
- The Prisoner of Tordesillas (1959)
- The Chancellor (1961)
- Central Passage (1962)
  - Deutsch: Der rote Regen : Utopisch-technischer Roman. Übersetzt von Heinz Bingenheimer. Goldmanns Zukunftsromane #35, 1964.
- Key of Gold (1968)
- To Love a Queen (1973)